# إعلانات الحرب أثناء الحرب العالمية الأولى
هذا هو الجدول الزمني للإعلانات الرسمية عن الحرب خلال الحرب العالمية الأولى.
إعلان الحرب هو عمل رسمي تقوم به دولة ما بشن حرب ضد دولة أخرى. وعادة ما يكون الإعلان عن طريق الإدلاء بخطاب أداء (لا يتم الخلط بينه وبين مجرد إلقاء خطاب) أو تقديم وثيقة موقعة من قبل طرف مأذون به لحكومة وطنية من أجل خلق حالة حرب بين دولتين أو أكثر من الدول ذات السيادة. وقد حدد البروتوكول الدولي الرسمي لإعلان الحرب في مؤتمر لاهاي للسلام لعام 1907 (أو مؤتمر لاهاي الثاني). وللمناورة الدبلوماسية وراء هذه الأحداث، التي أدت إلى الأعمال العدائية بين الأمم خلال الحرب العالمية الأولى، انظر المقال المعنون: التاريخ الدبلوماسي للحرب العالمية الأولى.

## قائمة إعلانات الحرب
و يرد أدناه جدول يبين اندلاع الحروب بين الدول التي وقعت خلال الحرب العالمية الأولى. والأرقام المشار إليها هي التواريخ (أثناء الحشد الفوري للحرب العالمية الأولى أو أثناءها)، والتي كانت فيها حالة حرب قائمة بحكم الواقع بين الدول. ويبين الجدول «الأمم البادئة» والأمة التي كان العدوان موجها إليها، أو «الدول المستهدفة». وتشمل الأحداث المدرجة في القائمة تلك التي يوجد فيها خرق دبلوماسي بسيط للعلاقات لا ينطوي على أي اعتداء بدني، وكذلك تلك التي تنطوي على إعلانات علنية أو أعمال عدوانية.
| التاريخ        | الأمة البادئة                  | الأمة المستهدفة                 |
| -------------- | ------------------------------ | ------------------------------- |
| 26 يوليو 1914  | الإمبراطورية النمساوية المجرية | مملكة صربيا                     |
| 28 يوليو 1914  | الإمبراطورية الروسية           | الإمبراطورية النمساوية المجرية  |
| 1 أغسطس 1914   | الإمبراطورية الألمانية         | الإمبراطورية الروسية            |
| 3 أغسطس 1914   | الإمبراطورية الألمانية         | إمبراطورية اليابان              |
| 4 أغسطس 1914   | الإمبراطورية الألمانية         | فرنسا                           |
| 4 أغسطس 1914   | المملكة المتحدة                | الإمبراطورية الألمانية          |
| 4 أغسطس 1914   | أستراليا                       | الإمبراطورية الألمانية          |
| 4 أغسطس 1914   | كندا                           | الإمبراطورية الألمانية          |
| 4 أغسطس 1914   | نيوزيلندا                      | الإمبراطورية الألمانية          |
| 5 أغسطس 1914   | إمارة الجبل الأسود             | الإمبراطورية النمساوية المجرية  |
| 6 أغسطس 1914   | الإمبراطورية النمساوية المجرية | الإمبراطورية الروسية            |
| 6 أغسطس 1914   | مملكة صربيا                    | الإمبراطورية الألمانية          |
| 8 أغسطس 1914   | إمارة الجبل الأسود             | الإمبراطورية الألمانية          |
| 12 أغسطس 1914  | المملكة المتحدة                | الإمبراطورية النمساوية المجرية  |
| 23 أغسطس 1914  | إمبراطورية اليابان             | الإمبراطورية الألمانية          |
| 25 أغسطس 1914  | إمبراطورية اليابان             | الإمبراطورية النمساوية المجرية  |
| 28 أغسطس 1914  | الإمبراطورية النمساوية المجرية | بلجيكا                          |
| 1 نوفمبر 1914  | الإمبراطورية الروسية           | الإمبراطورية العثمانية          |
| 11 نوفمبر 1914 | الإمبراطورية العثمانية         | الإمبراطورية الروسية            |
| 11 نوفمبر 1914 | الإمبراطورية العثمانية         | إمبراطورية اليابان              |
| 11 نوفمبر 1914 | الإمبراطورية العثمانية         | المملكة المتحدة                 |
| 2 ديسمبر 1914  | مملكة صربيا                    | الإمبراطورية العثمانية          |
| 3 ديسمبر 1914  | إمارة الجبل الأسود             | الإمبراطورية العثمانية          |
| 5 ديسمبر 1914  | إمبراطورية اليابان             | الإمبراطورية العثمانية          |
| 5 ديسمبر 1914  | المملكة المتحدة                | الإمبراطورية العثمانية          |
| 23 مايو 1915   | مملكة إيطاليا                  | الإمبراطورية النمساوية المجرية  |
| 3 يونيو 1915   | سان مارينو                     | الإمبراطورية النمساوية المجرية  |
| 21 أغسطس 1915  | مملكة إيطاليا                  | الإمبراطورية العثمانية          |
| 28 أغسطس 1915  | مملكة إيطاليا                  | الإمبراطورية الألمانية          |
| 14 أكتوبر 1915 | مملكة بلغاريا                  | مملكة صربيا                     |
| 15 أكتوبر 1915 | المملكة المتحدة                | مملكة بلغاريا                   |
| 15 أكتوبر 1915 | إمارة الجبل الأسود             | مملكة بلغاريا                   |
| 16 أكتوبر 1915 | إمبراطورية اليابان             | مملكة بلغاريا                   |
| 19 أكتوبر 1915 | مملكة إيطاليا                  | مملكة بلغاريا                   |
| 19 أكتوبر 1915 | الإمبراطورية الروسية           | مملكة بلغاريا                   |
| 9 مارس 1916    | الإمبراطورية الألمانية         | البرتغال                        |
| 15 مارس 1916   | الإمبراطورية النمساوية المجرية | البرتغال                        |
| 28 أغسطس 1916  | مملكة رومانيا                  | الإمبراطورية النمساوية المجرية  |
| 30 أغسطس 1916  | الإمبراطورية العثمانية         | مملكة رومانيا                   |
| 1 سبتمبر 1916  | مملكة بلغاريا                  | مملكة رومانيا                   |
| 6 أبريل 1917   | الولايات المتحدة               | الإمبراطورية الألمانية          |
| 7 أبريل 1917   | بنما                           | الإمبراطورية الألمانية          |
| 7 أبريل 1917   | كوبا                           | الإمبراطورية الألمانية          |
| 27 يونيو 1917  | مملكة اليونان                  | الإمبراطورية النمساوية المجرية  |
| 27 يونيو 1917  | مملكة اليونان                  | الإمبراطورية الألمانية          |
| 27 يونيو 1917  | مملكة اليونان                  | مملكة بلغاريا                   |
| 27 يونيو 1917  | مملكة اليونان                  | الإمبراطورية العثمانية          |
| 22 يوليو 1917  | تايلاند                        | الإمبراطورية النمساوية المجرية, |
| 22 يوليو 1917  | تايلاند                        | الإمبراطورية الألمانية          |
| 4 أغسطس 1917   | ليبيريا                        | الإمبراطورية الألمانية          |
| 14 أغسطس 1917  | جمهورية الصين                  | الإمبراطورية النمساوية المجرية. |
| 14 أغسطس 1917  | جمهورية الصين                  | الإمبراطورية الألمانية          |
| 26 أكتوبر 1917 | البرازيل                       | الإمبراطورية الألمانية          |
| 7 ديسمبر 1917  | الولايات المتحدة               | الإمبراطورية النمساوية المجرية  |
| 10 ديسمبر 1917 | بنما                           | الإمبراطورية النمساوية المجرية  |
| 23 أبريل 1918  | غواتيمالا                      | الإمبراطورية الألمانية          |
| 6 مايو 1918    | نيكاراغوا                      | الإمبراطورية النمساوية المجرية  |
| 6 مايو 1918    | نيكاراغوا                      | الإمبراطورية الألمانية          |
| 23 مايو 1918   | كوستاريكا                      | الإمبراطورية الألمانية          |
| 12 يوليو 1918  | هايتي                          | الإمبراطورية الألمانية          |
| 19 يوليو 1918  | هندوراس                        | الإمبراطورية الألمانية          |